# آی‌اکس‌پی۲۸۰۰
پردازنده شبکه IXP2800 عضو نسل دوم خانواده پردازنده شبکه اینتل است که براساس نسل اول، قابل برنامه‌ریزی است. پردازش موازی روی یک تراشه تکی را انجام می‌دهد. برای پردازش الگوریتم‌های پیچیده (کارایی بالا)، نفوذ بسته‌های عمیق، مدیریت ترافیک و حمل و نقل با سرعت سیمی طراحی شده‌است.

ویژگی‌های محصول:
- مدیریت ترافیک و تحویل ۱۰ گیگابیت در ثانیه حمل و نقل بسته
- معرفی فناوری پردازش زنجیره ای بیش از وظیفه(Hyper Task Chaining processing) که توانایی نفوذ بسته‌های عمیق(deep packet) از طریق نرم‌افزار Pipelining را در نرخ خط(line rate) دارند.
- ۱۶ ریزموتور چند وظیفه ای تمام- قابل برنامه‌ریزی که از ۲۵٫۲ گیگا عملیات در ثانیه حمایت می‌کند.
- عملکرد بالا، انرژی کم، هسته 32-bit Intel XScale برای پردازش الگوریتم‌های پیچیده، نگهداری و تعمیر جدول مسیریابی و تابع‌های مدیریت در سطح سیستم(System-level)
- پشتیبانی از ۶۰ میلیون عملیات مربوط به صف(enqueue/dequeue) در ثانیه، امکان پردازش بسته‌های عمیق از حداقل ۴۰ بایت Packet-Over-Sonet بدون از دست دادن کارایی.
- پشتیبانی از رابط‌های مبتنی بر استانداردها برای یکپارچه سازی آسان.
- محیط توسعه جامع، شامل کیت توسعه نرم‌افزار، محتوی ابزار نرم‌افزار، کتابخانه‌ها و APIها و پلتفرم توسعه سخت‌افزار و نمونه سازی.
- طیف گسترده‌ای از فناوری مکمل برای ورود سریع به بازار(Time-to-market).
- با داشتن مصرف انرژی پایین و اندازه بسته‌های کوچک، هزینه‌های سیستم را کاهش می‌دهد.

معماری store-and-forward
- یک هسته ۳۲بیتی RISC با کارایی بالا و شانزده ریزموتور چندوظیفه مستقل ۳۲ بیتی (بیشتر از ۲۵ گیگاعملیات در ثانیه) دارد که انجام الگوریتم‌های پیچیده را ممکن می‌سازد. .[۲]

بلاک دیاگرام پردازنده شبکه IXP2800:

http://p206.vacau.com/photos/f6ffe13a5d75.jpg

برخی از موارد کاربرد IXP2800:
- لایه 4 Ethernet/POS/ATM کار حمل و نقل در هسته و برنامه‌های کاربردی لبه و MAN
- تبدیل پروتکل، حمل و نقل برای سوئیچ‌های multi-Server
- متعادل کردن بار Content-aware، حمل و نقل و سیاستها
- رمزگذاری برنامه‌های کاربردی VPN و IPSecها
- برنامه‌های کاربردی زیرساختی بی‌سیم IPv6 و GPPS